# Мольтено
Мольтено (італ. Molteno) — муніципалітет в Італії, у регіоні Ломбардія,  провінція Лекко.
Мольтено розташоване на відстані близько 510 км на північний захід від Рима, 37 км на північ від Мілана, 11 км на південний захід від Лекко.
Населення — 3574 особи (2014).
Щорічний фестиваль відбувається 23 квітня. Покровитель — святий Рох.

## Демографія
Населення за роками:

Станом на 1 січня 2023 року в муніципалітеті офіційно проживало 247 іноземців з 36 країн, серед них 32 громадяни країн Євросоюзу та 4 громадяни України.

## Сусідні муніципалітети
- Анноне-ді-Бріанца
- Бозізіо-Парині
- Коста-Мазнага
- Гарбаньяте-Монастеро
- Оджоно
- Роджено
- Сіроне